# Кле (Вандеја)
Кле (фр. Claye) је насељено место у Француској у региону Лоара, у департману Вандеја.
По подацима из 1990. године број становника у месту је био 51, а густина насељености је износила 16 становника/km².

## Демографија
| 1990. |
| ----- |
| 51    |